# Conseil et Commissariat de la Croisade
Le Conseil de la Croisade (Consejo de Cruzada en espagnol) était un organe de l'administration espagnole existant entre le début du XVIe siècle et le milieu du XVIIIe siècle, moment où il a été appelé Commissariat général de la Croisade (Comisaría General de Cruzada) avant sa disparition en 1851.
Son rôle était consultatif, judiciaire et il avait la gestion de l'argent provenant des trois grâces (Bulle de la Sainte Croisade, subside (es) et excusado (es)) accordées par le Saint Siège à la couronne espagnole pour être utilisé pour la défense de la foi catholique
.

## Origines
Déjà depuis le XIe siècle, différents papes avaient concédé des bulles de croisade aux rois castillans, aragonais et navarrais, aidant ainsi à la guerre de Reconquista dans laquelle chrétiens et musulmans s'affrontaient pour le contrôle territorial de la péninsule Ibérique, mais le recouvrement et l'administration des revenus obtenus grâce à cette bulle, étaient à la charge des différents prélats, sans un organisme centralisé pour les gérer.
C'est au début du XVIe siècle, durant le règne d'Isabelle Ire de Castille et Ferdinand II d'Aragon, qu'ont été institués les tribunaux dit de la croisade pour centraliser cette gestion. Durant le règne de Charles Quint, ces tribunaux ont été unifiés et élevés à la catégorie de conseil suprême, et en 1534 on a nommé son premier commissaire, qui était l'évêque de Palencia Francisco de Mendoza.
Le conseil était constitué du commissaire, de deux contadores (comptables), un fiscal togado (procureur portant la toge), deux conseillers de Castille, un d'Aragon, un des Indes et de divers subalternes. À la différence des autres conseils espagnols, la première personnalité du conseil de la Croisade n'était pas appelé président, mais commissaire général,
«car il n'est pas convenable pour les ecclésiastiques et leur perfection, d'utiliser des noms qui dénotent la grandeur», et leurs conseillers étaient appelés assesseurs. Dans les différents diocèses, il y avait des commissaires subdélégués.

## Fonctions
La mission principale du conseil, et de ses prédécesseurs les tribunaux de croisade, était l'impression, l'exécution et la distribution de la Bula de la Santa Cruzada, ainsi que la gestion des fonds recueillis grâce à celle-ci et leur utilisation dans la guerre contre les infidèles; le recouvrement et la répartition des fonds provenant du subside (es), depuis sa concession par le Saint-Siège en 1561, et de l'excusado (es), depuis 1571.
Parallèlement, il se charge aussi de la gestion des biens ab intestat depuis 1494; des biens vacants jusqu'en 1623 où ils relevèrent de la Real Cámara; de l'impression des livres de prières (bréviaire et missel) réformés après le concile de Trente;
du recouvrement des amendes imposées par les tribunaux ecclésiastiques; des bulles de composition (es) et
de la collecte des dépouilles (es),
et des quêteurs, qui demandaient des aumônes pour les monastères, hôpitaux et œuvres pieuses; éstos ont été interdits en 1564 selon la disposition du concile de Trente, laissant leurs fonctions aux tribunaux ordinaires.
La gestion des revenus obtenus de cette manière étaient de la compétence exclusive du conseil de la Croisade, sans que le conseil de la Hacienda ait pouvoir d'intervenir sur ceux-ci. De même, les Reales Audiencias n'avaient pas juridiction sur les procès surgis à la suite du processus de leur recouvrement, procès que le conseil connaissait privativement.

## Changement de nom
Ferdinand VI a décrété la suppression du Conseil de la Croisade en 1750, le remplaçant par la Dirección y Contaduría General de las tres Gracias de Cruzada, Subsidio y Excusado, qui en 1754 a été appelée Commissariat général de la Croisade. À partir de cette date, la gestion des dépouilles (es), excusado (es) et biens vacants relevaient de leurs propres tribunaux.
Le commissariat de la croisade, avec le Conseil des Ordres, ont été les seuls qui ont survécu à la disparition du régime polysynodal en Espagne en 1834.

## Disparition
Après la désamortissement des biens de l'Église menée à bien par le président Juan Álvarez Mendizábal et l'entrée en vigueur de la loi de dotation du culte et des clercs en 1845, en 1851 a été décrété la disparition du commissariat général de la croisade.
Cette même année, l'État espagnol a signé avec le Saint-Siège le Concordat de 1851, en vertu duquel l'administration des fonds provenant de la bulle de croisade et de l'indulgence quadragésimale revenait à la charge des diocèses respectifs; les autres missions relevant de l'ancien commissariat de la croisade ont été confiées à l'archevêché de Tolède, qui au moins jusqu'à la fin du XIXe siècle a continué à s'appeler Commissariat Général de la Croisade.